# Pavieia
Pavieia is een kevergeslacht uit de familie van de boktorren (Cerambycidae). De wetenschappelijke naam van het geslacht werd voor het eerst geldig gepubliceerd in 1890 door Brongniart.

## Soorten
Pavieia is monotypisch en omvat slechts de volgende soort:
- Pavieia superba Brongniart, 1890